# 保罗·福塞尔
保罗·福塞尔（英語：Paul Fussell，1924年3月22日—2012年5月23日），美国作家和历史学家，出生于帕萨迪纳，毕业于波莫纳学院、哈佛大学。皇家文学学会会员。
保羅·福塞爾以獨特的視角及幽默的文筆，將美國的社會等級現象描繪細致，同時將美國社會對照到中國的社會百態。

## 著作
- 《格調：社會等級與生活品味》 中國計量出版社  2017年   ISBN 9787550292918

2009年入选中国图书商报社和中国出版科学研究所联合主办评选的“新中国60年中国最具影响力的600本书”，列在生活文教类（共28种）。
- 《惡俗：或現代文明的種種愚蠢》 中國計量出版社  2017年   ISBN 9787550292901